# イルカにのった少年
「イルカにのった少年」（イルカにのったしょうねん）は、1973年12月30日に発売された城みちるのデビュー・シングル。

## 解説
本曲は、1973年にオーディション番組『スター誕生!』（日本テレビ放送網）で合格し、長良音楽事務所（現在の長良プロダクション）にスカウトされた城谷晃太郎（城みちる）のデビュー曲として企画・制作された楽曲。
タイトルは長良音楽事務所代表の長良じゅんが、下宿していた城谷少年と共に鑑賞していた映画『島の女』（ソフィア・ローレン主演）のテーマ曲「Boy on a Dolphin」から着想を得たもの。
1974年の第16回日本レコード大賞で新人賞を受賞。
本曲の作曲者「林あきら」は『恋は神代の昔から』（畠山みどり）、『アンコ椿は恋の花』（都はるみ）など数々のヒット曲を世に送り出していた市川昭介の別名。これは市川が当時、クラウンレコード専属の作曲家であり、城みちるが東芝EMIの専属ということで市川はレコード会社との契約上、権利関係から通常の名義を用いることが出来なかったことによるものであった。

## 収録曲
- 両楽曲共に、作詞：杉さとみ、作曲：林あきら、編曲：高田弘）

1. イルカにのった少年（3分20秒）
2. 真珠色の涙（2分57秒）

## カバー
イルカにのった少年
- 谷龍介 - カバーアルバム『カバー・オブ・リクエストIII』（2022年）に収録。